# Llanera (Nueva Ecija)
Llanera (Bayan ng Llanera) är en kommun i Filippinerna. Kommunen ligger på ön Luzon, och tillhör provinsen Nueva Ecija. Folkmängden uppgår till 30 361 invånare.

## Barangayer
Llanera är indelat i 22 barangayer.
| - A. Bonifacio - Caridad Norte - Caridad Sur - Casile - Florida Blanca - General Luna - General Ricarte - Gomez - Inanama - Ligaya - Mabini | - Murcon - Plaridel - Bagumbayan (Pob.) - San Felipe - San Francisco - San Nicolas - San Vicente - Santa Barbara - Victoria - Villa Viniegas - Bosque |